# حمزه‌آباد (ماه‌نشان)
حمزه‌آباد یک روستا در ایران است که در دهستان قلعه‌جوق واقع شده‌است. حمزه‌آباد ۴۹ نفر جمعیت دارد.